# Ongwediva
Ongwediva è un centro abitato della Namibia, situato nella Regione dell'Oshana.